# Мешкис, Бронислав Викторович
Бронислав Викторович Мешкис (21 августа 1928 — 9 июня 1985) — советский украинский режиссёр, Народный артист Украинской ССР (1980).

## Биография
Родился 21 августа 1928 года в селе Тетерино, теперь Могилёвская область. В 1948 году окончил театральную студию при Львовском украинском драматическом театре им. М. Заньковецкой. Удачно сдал вступительные экзамены и окончил в 1958 году Киевский театральный институт (класс В. А. Нелли). Член КПСС с 1957 года.
Работал в Днепропетровском русском драматическом театре им. М. Горького (1958—1961), Одесском русском драматическом театре им. А. Иванова (1964—1966), Киевском украинском драматическом театре им. И. Франко (1968—1971), Харьковском украинском драматическом театре им. Т. Шевченко (1971—1974). В 1961—1963 годах работал режиссёром, в 1974—1985 годах был главным режиссёром Одесского украинского музыкально-драматического театра.
Режиссёр-постановщик таких спектаклей, как «Ярослав Мудрый» И. Кочерги (1970), «Борис Годунов» А. Пушкина (1982) и другие. Режиссировал фильм-спектакль «Платон Кречет» (1972).
Преподавал в учебных заведениях Днепропетровска, Киева, Харькова, а также в оперной студии Одесской консерватории им. А. Неждановой.
Умер 9 июня 1985 года в Одессе.